# Гасумов, Рамиз Алиджавад оглы
Рами́з Алиджава́д оглы́ Гасу́мов (азерб. Ramiz Əlicavad oğlu Qasumov; род. 23 августа 1958, Гарасу, Азербайджанская ССР — советский и российский учёный; доктор технических наук, профессор; Заслуженный деятель науки Российской Федерации (2009).

## Биография
Рамиз Алиджавад оглы Гасумов родился в 1958 году в селе Гарасу (Падар) (ныне — в Аджикабульском районе Азербайджана) в многодетной семье. Там же на отлично окончил среднюю школу и в 1976 году поступил в Азербайджанский институт нефти и химии им. М.Азизбекова (Баку) В период с 1977 по 1979 года его неоднократно отправляли в строительные отряды в Нижневартовск. В 1979 году в числе лучших студентов СССР был отправлен на производственную практику в республики бывшей Югославии. В 1981 с отличием окончил нефтегазопромысловый факультет. С момента окончания института трудовая деятельность Р. А. Гасумова неразрывно связана с газовой промышленностью.
В 1981—1991 годы работал в Чарджоуском управлении разведочного бурения ВПО «Туркменамгазпотом» технологом, старшим технологом районной инженерной технологической службы, инженером, старшим инженером, начальником технологического отдела, главным технологом ПО «Туркменбургаз», ВПО «Туркменгазпром». В этот период он поддерживал тесную связь с отраслевыми и академическими институтами, разработчиками новых технологий и технических средств для строительства и ремонта скважин, непосредственно осуществлял их испытания и вносил необходимые доработки при внедрении. За десять лет он подал и внедрил 57 рационализаторских предложений, которые способствовали совершенствованию режимов бурения, качества промывочных и тампонажных растворов для бурения и крепления скважин, методов опробования скважин и организации работ по внедрению более совершенных технических и технологических решений в области бурения, освоения и ремонта скважин в Туркмении, что способствовало дальнейшему вводу в эксплуатацию новых скважин на крупнейших в Туркмении Шатлыкском, Советабадском, Ачакском, Малайском, Кирпичлинском и других месторождениях.
В 1991 году по конкурсу был принять на должность старшего научнего сотрудника СевКавНИИгаз (Мингазпром СССР. 1993 году избран заведующей научной лабораторией. С 1996 года — заведующий отделом «Капитальный ремонт скважин», которое он возглавил, занимая должность заместителя генерального директора по научной работе в области капитального ремонта скважин в ПХГ; руководил работами по совершенствованию технологических процессов бурения и эксплуатации Уренгойского, Оренбургского, Вынгапуровского, Комсомольского, Бованенковского и других газовых и газоконденсатных месторождений и на Северо-Ставропольском, Степновском, Пунгинском и других ПХГ.
С 2002 года — первый заместитель генерального директора, координирующий научные и проектно-изыскательские направления; с 2005 — генеральный директор, председатель правления, член совета директоров ОАО «СевКавНИПИгаз».
Место работы ПАО «Газпром» АО «СевКавНИПИгаз». Профессор кафедры бурения нефтяных и газовых скважин Северо-Кавказского государственного технического университета (СевКавГТУ), кафедры «Промысловые машины и оборудование» Кубанского технологического университета (КТУ).
Заведующей кафедрой Северо-Каваказского Федерального Университета /СКФУ/ (2014)

## Научная деятельность
В 1995 году защитил кандидатскую, в 1999 — докторскую диссертацию. Профессор по кафедре по решению ВАК РФ(2003), Профессор по специальности по решению Минобрнаук РФ (2003).
Председатель Диссертационного Совета при СКФУ.
Академик. Действительный член Российской академии естественных наук (2002), Академии горных наук, Международной академии информатизации (2006). Академии Естествознания (2008), Европейской Академии Естествознания (2008), Академия технологических наук РФ(2008),Международной Академми технологических наук (2017). Почётный академик Международной Академии Качества и Маркетинга (2008). Неоднократно участвовал в международных конференциях и съездах в Великобритании (Абердин, Шотландия), Голландии (Гаага, Роттердам, Амстердам), Германии (Берлине, Дрездене), России (Москва, Краснодар, Кисловодск).
Подготовил 25 кандидатов и докторов наук.
Соавтор 150 изобретений, 21 монографий и 610 печатных работ.

## Награды
- лауреат Всесоюзного смотра научно-технического творчества молодёжи (1987)
- премия Всесоюзного общества изобретателей и рационализаторов (1987)
- премия ОАО «Газпром» в области науки и техники (2001, 2006, 2011, 2013, 2015, 2017)
- Почётный работник газовой промышленности (2002)
- Почётное звание «Лучший работодатель России» за социальную ответственность в бизнесе (2006)
- Почётное звание «Заслуженный деятель науки и образования» (2007)
- Лауреат национальной премии «Лучший руководитель России» в номинации «Лучший руководитель предприятия отраслевой науки» (2007)
- премия им. Н. К. Байбакова (2006,2009, 2011, 2013, 2015, 20016, 2017, 2018)[2] — за большие достижения в решении проблем устойчивого развития энергетики и общества
- медаль имени Альфреда Нобеля за вклад в развитие изобретательства (2008)
- Почётные грамоты Министерства промышленности и энергетики РФ (2006), председателя правления ОАО «Газпром», губернатора Ставропольского края.
- Медаль «За доблестный труд» III степени.
- Орден «Звезда Славы. Экономика России» (2015)
- Почётное звание «Заслуженный деятель науки Российской Федерации» (2009) за заслуги в научной деятельности, Указ Президента РФ № 1334 от 23.11.2009
- Член редакционной коллегии и совета научных журналов:  SOCAR Proceedings; Scientific Petroleum: Наука. Инновации. Технологии